# Бурдур (провінція)
Бурдур (тур. Burdur) — провінція в Туреччині, розташована на південні заході країни. Столиця — місто Бурдур. У провінції знаходиться багато озер серед, яких найбільшим озером є  Бурдур. 
Населення  246 134 (станом на 2007 рік) жителів. Провінція складається з 11 районів.